# Erik XIV (film)
Erik XIV är en svensk svartvit stumfilm från 1928 i regi av Sam Ask och Otto Berch och med manus av Ask. Filmen var Asks första och enda regiuppdrag och är en parodi på de historiska filmer (bland andra Karl XII och Fänrik Ståls sägner) som hade dominerat det svenska filmutbudet den närmast föregående perioden.

## Om filmen
Filmen var en så kallad karnevalsfilm gjord av Lundastudenternas karnevalskommitté och drev den spexiga tesen att William Shakespeares Hamlet i själva verket var identisk med den svenske kungen Erik XIV. Inspelningen ägde rum 1928 på olika platser i Lund, Borgeby slott och Vombsjön och filmen premiärvisades den 19 maj 1928 i Lund.

## Rollista
- Sophus von Rosen – Erik XIV
- Eva Munck af Rosenschöld – Karin Månsdotter
- Lisa Rydén-Prytz – Elisabeth av England
- Anders Sten – Shakespeare
- Gunnar Bergendal – Göran Persson
- Nils Liedberg	– Johan III
- Christian Lembke – Maximilian
- Bo Sahlin	– Gustav Vasa/värdshusvärd
- Stig Hultén – Milord Leicester
- Nils Granqvist – korpral Månsdotter
- Hugo Grape – klädmånglare
- Gösta Werner – upprorisk krigsknekt
- Orvar Liedholm – björnen
- Bibi Andersson-Brunius – hovdam
- Åke Lellky – page
- Ellen Thunberg-Lindell – hovdam
- Marianne Stangenberg – hovdam
- Helge Åkesson – page